# Пехбрунн
Пехбрунн (нем. Pechbrunn) — община в Германии, в земле Бавария. 
Подчиняется административному округу Верхний Пфальц. Входит в состав района Тиршенройт. Подчиняется управлению Миттертайх.  Население составляет 1401 человек (на 31 декабря 2010 года). Занимает площадь 26,46 км².
Коммуна подразделяется на 3 сельских округа.